# Parafiscalité en France
En France, la parafiscalité recouvrait l'ensemble des taxes et des redevances obligatoires qui étaient perçues au profit des personnes publiques ou privées autres que l'État, les collectivités locales ou les établissements publics. La loi organique relative aux lois de finances du 1er août 2001 a supprimé le régime parafiscal.

## Historique
L'affectation de taxes à des dépenses identifiées est très ancienne. La taille est un impôt affecté pour financer les dépenses militaires. Plus récemment, l'article 118 de la loi du 31 décembre 1921 affecte le produit de la taxe d'entrée dans les musées à la Caisse des musées nationaux. La date d'apparition des premières taxes parafiscales n'est pas connue avec certitude. Selon Francis Quérol, les premières taxes dateraient de 1935.
Quatre motifs ont été avancés pour justifier l'affectation externe au budget de l'État :
- Autonomie financière afin de respecter l'autonomie juridique du bénéficiaire du produit de la taxe ;
- Stabilité financière sur plusieurs années ;
- Consentement à l'impôt accru lorsque le financement d'un organisme repose sur ces bénéficiaires ;
- Affectation du produit d'une taxe comportementale à un organisme chargé de la promotion des comportements responsables.

## Fonctionnement
L'article 4 de l'ordonnance organique du 2 janvier 1959 relative aux lois de finances organise le régime de parafiscalité. Il disposait que « les taxes parafiscales perçues dans un intérêt économique ou social au profit d'une personne morale de droit public ou privé autre que l'État, les collectivités territoriales et leurs établissements publics administratifs, sont établies par décret en Conseil d'État, pris sur le rapport du ministre des finances et du ministre intéressé. La perception de ces taxes au-delà du 31 décembre de l'année de leur établissement doit être autorisée chaque année par une loi de finances ».
Pour créer une taxe parafiscale sans autorisation préalable du pouvoir législatif, il fallait respecter quatre critères :
- objet : être perçue dans un intérêt économique ou social ;
- affectataire : une personne morale autre que l’État, les collectivités territoriales ou les établissements publics administratifs ;
- support normatif : un décret en Conseil d’État ;
- autorisation : la loi de finances devait contenir une autorisation de perception.

La liste des taxes figure dans le Tableau des taxes parafiscales annexé aux lois de finances et publie au Journal officiel. La redevance audiovisuelle est la première taxe parafiscale par son produit et son nombre de redevables. Son caractère parafiscal a été confirmé à plusieurs reprises par la jurisprudence du Conseil constitutionnel comme par celle du Conseil d'État.
Pour des raisons techniques, il est temporairement impossible d'afficher le graphique qui aurait dû être présenté ici.

## Critiques
Les taxes parafiscales ont fait l'objet de quatre critiques :
- Insécurité juridique. La frontière entre taxe parafiscale et imposition de toutes natures était mince. Un juge pouvait requalifier le prélèvement. Or la taxe parafiscale est instituée par décret alors que l'imposition relève de la loi. En outre, certains y voyaient le signe d'une dépossession du pouvoir de contrôle financier des parlementaires au profit des autorités réglementaires[7].
- Instabilité temporelle. Le décret instituant la taxe parafiscale devait être renouvelé tous les cinq ans afin d'éviter des contentions liées à une éventuelle perception illégale de la taxe.
- Faiblesse des contrôles et dysfonctionnements au sein des établissements affectataires conduisant à un rendement faible, du corporatisme et une inefficacité[7].
- Droit communautaire. Le traité de Rome interdit les taxes d'effet équivalent à des droits de douane et les impositions intérieures discriminatoires. L'absence de notification préalable pour certaines dépenses est également une source de risque juridique[7].

## Suppression
Ce type de prélèvement a été supprimé par la loi organique relative aux lois de finances à partir de 2001, avec un délai de grâce allant jusqu'au 31 décembre 2003. En 2003, il ne restait que 38 taxes parafiscales, contre 44 en 2002, 77 en 1981 et une centaine dans les années 1970. Le produit de ces taxes était évalué dans le projet de loi de finances, hors redevance audiovisuelle, à 487,26 millions d'euros, dont 351,97 millions d'euros collecté dans un intérêt économique et 135,29 millions d’euros dans un intérêt social.
Les prélèvements existants ont été supprimés, transformés en taxe affectée ou contribution volontaire obligatoire (CVO) ou le bénéficiaire est dorénavant directement financé par le budget de l'État. Selon Maxime Boutron, sur les 46 taxes parafiscales existantes en 1999, 19 ont fait l'objet d’une budgétisation (le bénéficiaire de la taxe parafiscale reçoit à la place des fonds de l'État), 16 sont devenues des taxes affectées et 10 ont été remplacées par des financements professionnels ou interprofessionnels de type CVO.

## Remplacement
Le tableau suivant liste les dernières taxes parafiscales en vigueur en 2003 et les solutions de remplacement. 
| #  | Taxe parafiscale | Bénéficiaire | Remplacement             | Intérêt    |
| -- | --- | --- | ------------------------ | ---------- |
| 1  | Taxe de commercialisation des céréales et des légumineuses                                                                              | Office national interprofessionnel des céréales (ONIC)                                                                             | Taxe affectée            | économique |
| 2  | Taxe parafiscale sur les tomates et produits à base de tomate                                                                           | Société nationale interprofessionnelle de la tomate (SONITO)                                                                       | CVO ou système similaire | économique |
| 3  | Taxe parafiscale sur les pruneaux | Bureau interprofessionnel du pruneau (BIP)                                                                                         | CVO ou système similaire | économique |
| 4  | Taxe parafiscales perçues au profit du Groupement national interprofessionnel des semences, graines et plants                           | Groupement national interprofessionnel des semences (GNIS)                                                                         | CVO ou système similaire | économique |
| 4  | Taxe parafiscale perçue au profit du Comité national des pêches maritimes et des élevages marins                                        | CNPMEM | CVO ou système similaire | économique |
| 6  | Taxe au profit de l'Office national interprofessionnel des produits de la mer et de l'aquaculture                                       | OFIMER | Taxe affectée            | économique |
| 7  | Taxe parafiscale sur les graines oléagineuses métropolitaine                                                                            | Centre technique des oléagineux métropolitains (CETIOM)                                                                            | CVO ou système similaire | économique |
| 8  | Taxe parafiscale perçue au profit du centre technique de la salaison, de la charcuterie et des conserves de viande                      | CTSCCV | CVO ou système similaire | économique |
| 9  | Taxe parafiscale perçue au profit du centre technique des productions cidricoles                                                        | CTPC | CVO ou système similaire | économique |
| 10 | Taxe destinée à couvrir les frais de fonctionnement et les actions techniques                                                           | Bureau national interprofessionnel du cognac (BNIC)                                                                                |                          | économique |
| 11 | Taxes dues par les négociants et récoltants sur les ventes de bouteilles de champagnes                                                  | Comité interprofessionnel du vin de Champagne                                                                                      | CVO ou système similaire | économique |
| 12 | Taxe sur la valeur de la récolte | Comité interprofessionnel du vin de Champagne                                                                                      | CVO ou système similaire | économique |
| 13 | Taxe destinée au financement des conseils, comités ou unions interprofessionnels des vins tranquilles                                   | Comités interprofessionnels du vin                                                                                                 | CVO ou système similaire | économique |
| 14 | Taxe sur les plants de vigne | Établissement national technique pour l'amélioration de la viticulture (ENTAV)                                                     | CVO ou système similaire | économique |
| 15 | Taxe au profit du Centre technique interprofessionnel des fruits et légumes                                                             | CTIFL | Taxe affectée            | économique |
| 16 | Taxe parafiscale perçue au profit du centre technique pour la conservation des produits agricoles                                       | CTCPA | Taxe affectée            | économique |
| 17 | Taxe versées par les planteurs et transformateurs de canne à sucre                                                                      | Centres techniques de la canne et du sucre (Réunion, Martinique et Guadeloupe)                                                     | CVO ou système similaire | économique |
| 18 | Taxe pour le développement des industries mécaniques                                                                                    | Comité de coordination des centres de recherche en mécanique (COREM)                                                               | Taxe affectée            | économique |
| 19 | Taxe parafiscale sur les industries du textile et de la maille                                                                          | Comité de développement et de promotion des industries du textile et de l'habillement (DEFI)                                       | Taxe affectée            | économique |
| 20 | Taxe parafiscale sur les produits en béton et en terre cuite                                                                            | Centres techniques des matériaux et composants pour la construction                                                                | Taxe affectée            | économique |
| 21 | Taxe pour le développement des industries de l'horlogerie, bijouterie, joaillerie et orfèvrerie                                         | Comité professionnel de développement de l'horlogerie, de la bijouterie, de la joaillerie, de l'orfèvrerie et des arts de la table | Taxe affectée            | économique |
| 22 | Taxe ameublement | Comité professionnel de développement des industries françaises de l'ameublement (CODIFA)                                          | Taxe affectée            | économique |
| 23 | Taxe parafiscale au profit des industries du cuir, de la maroquinerie, de la ganterie et de la chaussure                                | Comité interprofessionnel de développement des industries du cuir (CIDIC) et Centre technique cuir, chaussure, maroquinerie (CTC)  | Taxe affectée            | économique |
| 24 | Taxe par animal à tirer | ONCFS | Subvention               | économique |
| 25 | Taxe sur les spectacles | Centre national de la chanson, des variétés et du jazz et l'Association pour le Soutien du Théâtre privé (ASTP)                    | Taxe affectée            | social     |
| 26 | Redevance audiovisuelle | Compte spécial du Trésor | Taxe affectée            | social     |
| 27 | Cotisation professionnelle à caractère parafiscal destinée aux formations initiales dans les métiers du bâtiment et des travaux publics | CCCA-BTP | Taxe affectée            | social     |
| 28 | Taxe pour le développement de la formation professionnelle dans les métiers de la réparation de l'automobile, du cycle et du motocycle  | Association nationale pour la formation automobile (ANFA)                                                                          | Taxe affectée            | social     |
| 29 | Taxe additionnelle au droit de timbre des cartes grises des véhicules utilitaires                                                       | Association pour le développement de la formation professionnelle dans les transports (AFT)                                        | Taxe affectée            | social     |